# Sport Club Corinthians Paulista (calcio femminile)
Lo Sport Club Corinthians Paulista, meglio noto come Corinthians, è una squadra di calcio femminile brasiliana con sede nella città di San Paolo.
Atitiva originariamente dal 1996 al 2009, per poi essere rifondata nel 2016 come Corinthians/Audax, il club è uno dei più titolati a livello nazionale e internazionale annoverando nel suo palmarès: 4 campionati brasiliani, 3 campionati statali, 1 coppa nazionale, 1 Supercoppa nazionale e 3 Copa Libertadores.
Inoltre nel 2021 il club è stato nominato dall'IFFHS al settimo posto nella lista dei migliori club femminili al mondo.

## Storia

### La prima fondazione (1997-2009)
Alla fine degli anni 1990 dopo la vittoria da parte della nazionale femminile brasiliana ai Giochi olimpici di Atlanta 1996, la federalcalcio brasiliana ha incoraggiato il Corinthians e le altre maggiori realtà del calcio brasiliano a formare una sezione femminile. La sezione femminile del club paulista gioco per undici anni, senza ottenere grandi risultati, nei campionati organizzati dalla CBF. Questo fino alla stagione 2009, quando il club venne sciolto a causa del malcontento delle calciatrici del club che non percepivano un stipendio contrattuale, in quanto l'unica con un contratto legittimo era Cristiane, il cui stipendio venne pagato da un ospedale locale.

### Rifondazione ed era Corinthians/Audax (2015-2017)
Nel 2015, dopo sei anni dallo scioglimento della squadra, il Corinthians tentò di rifondare la propria sezione femminile firmando, il 27 gennaio 2016, un accordo con l'Audax e iscrivendosi alla neonata Série A con il nome Corinthians/Audax. Formata una squadra competitiva con innesti del calibro di Letícia Izidoro e Rafinha, al tempo facenti parte della nazionale brasiliana, il club vince all'esordio la Coppa nazionale.
La stagione successiva, nonostante non riesca a bissare il successo nazionale, il club vince il primo titolo confederale la copa Libertadores contro il Colo-Colo, diventando così il secondo club sudamericano, dopo il Santos a vincere la massima competizione confederale con entrambe le sezioni calcistiche (maschile e femminile).

### Era Corinthians (2018-oggi)
A fine stagione, dopo due anni e due trofei vinti il Corinthians rompe l'accordo che lo legava all'Audax, iscrivendosi così al campionato semplicemente come Corinthians.
A causa della fine dell'accordo il club perde il diritto di partecipare alla Copa Libertadores 2018 a favore dell'Audax. Nonostante ciò, anche grazie all'ottima sessione di mercato che vide l'acquisto di calciatrici come Gabi Zanotti, Adriana, Érika e Diany, il club riesce a vincere il primo campionato nazionale battendo per 4-0 il Rio Preto in finale. Nello stesso anno il club riesce anche a raggiungere la finale del campionato statale persa contro il Santos.
La stagione seguente, nonostante le diverse perdite fra cessioni ed infortuni, nell'arco dell'anno la squadra riesce ad ottenere una serie positiva di 34 vittorie consecutive, raggiungendo così la finale di Série A1, campionato federale e Copa Libertadores. Delle tre finali il club paulista nei vince due: perde il campionato ai tiri di rigore contro il Ferroviária; vince la Copa Libertadores battendo lo stesso Ferroviária e vince il campionato federale contro il San Paolo.
In avvio di stagione seguente la dirigenza corintia annuncia che tutto l'organico del club femminile avrebbero avuto contratti professionali, divenendo il primo club in Sud America a farlo. Dopo una campagna acquisti che vide l'arrivo di calciatrici internazionali come Andressinha, Poliana, Gabi Portilho e Pâmela Faria, il club comincia la nuova stagione con una rosa più competitiva rispetto all'anno precedente. Tuttavia a causa della pandemia di COVID-19, il 17 marzo 2020, il campionato viene interrotto. Dopo la ripresa del campionato nel luglio seguente, il club vince 14 partite e subisce una sola sconfitta giungendo in finale contro l'Avaí/Kindermann, vinta con il risultato aggregate di 4-2. A dicembre il club bissa invece il successo nel campionato federale battendo il Ferroviária (8-1).
Nel biennio 2021-2022 il club riesce ad un'impresa nel calcio femminile, vincendo tutti e 4 i maggiori trofei nazionali e confederali: Série A1, campionato Paulista, Supercoppa brasiliana e la Copa Libertadores.

## Palmarès

### Competizioni nazionali
- Campionato brasiliano: 6

2018, 2020, 2021, 2022, 2023, 2024
- Coppa del Brasile: 1

2016
- Supercoppa del Brasile: 3

2022, 2023, 2024

### Competizioni statali
- Campionato Paulista: 3

2019, 2020, 2021
- Coppa Paulista: 1

2022.

### Competizioni internazionali
- Coppa Libertadores: 5

2017, 2019, 2021, 2023, 2024

## Organico

### Rosa 2023
Rosa, ruoli e numeri di maglia come da sito ufficiale, aggiornati al 17 agosto 2023.
| N. |                    | Ruolo | Calciatrice       |
| -- | ------------------ | ----- | ----------------- |
| 1  | Brasile (bandiera) | P     | Tainá             |
| 2  | Brasile (bandiera) | D     | Katiuscia         |
| 3  | Brasile (bandiera) | D     | Tarciane          |
| 4  | Brasile (bandiera) | D     | Giovanna Campiolo |
| 5  | Brasile (bandiera) | C     | Luana             |
| 6  | Brasile (bandiera) | D     | Isabela           |
| 7  | Brasile (bandiera) | C     | Grazi (capitano)  |
| 8  | Brasile (bandiera) | C     | Diany             |
| 9  | Brasile (bandiera) | A     | Jheniffer         |
| 10 | Brasile (bandiera) | C     | Gabi Zanotti      |
| 12 | Brasile (bandiera) | P     | Letícia           |
| 13 | Brasile (bandiera) | D     | Carol Tavares     |
| 14 | Brasile (bandiera) | A     | Millene           |
| 15 | Brasile (bandiera) | A     | Miriã             |
| 17 | Brasile (bandiera) | A     | Victória          |
| 18 | Brasile (bandiera) | C     | Gabi Portilho     |

| N. |                    | Ruolo | Calciatrice    |
| -- | ------------------ | ----- | -------------- |
| 20 | Brasile (bandiera) | C     | Mariza         |
| 21 | Brasile (bandiera) | D     | Paulinha       |
| 22 | Brasile (bandiera) | A     | Fernanda       |
| 24 | Brasile (bandiera) | P     | Kemelli        |
| 27 | Brasile (bandiera) | C     | Duda Sampaio   |
| 28 | Brasile (bandiera) | C     | Ju Ferreira    |
| 30 | Brasile (bandiera) | A     | Jaqueline      |
| 37 | Brasile (bandiera) | D     | Tamires        |
| 55 | Brasile (bandiera) | C     | Gabi Morais    |
| 70 | Brasile (bandiera) | A     | Ellen          |
| 71 | Brasile (bandiera) | D     | Yasmim         |
| 74 | Brasile (bandiera) | D     | Andressa       |
| 77 | Brasile (bandiera) | A     | Carol Nogueira |
| 80 | Brasile (bandiera) | P     | Mary Camilo    |
| 99 | Brasile (bandiera) | D     | Érika          |

### Rosa 2021
| N. |                    | Ruolo | Calciatrice             |
| -- | ------------------ | ----- | ----------------------- |
| 1  | Brasile (bandiera) | P     | Tainá                   |
| 2  | Brasile (bandiera) | D     | Katiuscia               |
| 3  | Brasile (bandiera) | D     | Pardal                  |
| 4  | Brasile (bandiera) | D     | Giovanna Campiolo       |
| 5  | Brasile (bandiera) | C     | Ingryd                  |
| 6  | Brasile (bandiera) | D     | Juliete                 |
| 7  | Brasile (bandiera) | C     | Grazielle               |
| 8  | Brasile (bandiera) | C     | Diany                   |
| 9  | Brasile (bandiera) | A     | Jheniffer               |
| 10 | Brasile (bandiera) | C     | Gabi Zanotti (capitano) |
| 12 | Brasile (bandiera) | P     | Paty                    |
| 13 | Brasile (bandiera) | A     | Cacau                   |
| 14 | Brasile (bandiera) | D     | Tarciane                |

| N. |                    | Ruolo | Calciatrice          |
| -- | ------------------ | ----- | -------------------- |
| 15 | Brasile (bandiera) | C     | Miriã                |
| 16 | Brasile (bandiera) | C     | Adriana Leal         |
| 17 | Brasile (bandiera) | C     | Victória Albuquerque |
| 18 | Brasile (bandiera) | A     | Gabi Portilho        |
| 19 | Brasile (bandiera) | C     | Isa Cruz             |
| 20 | Brasile (bandiera) | C     | Andressinha          |
| 22 | Brasile (bandiera) | P     | Natascha Honegger    |
| 22 | Brasile (bandiera) | D     | Poliana              |
| 24 | Brasile (bandiera) | A     | Bianca Gomes         |
| 37 | Brasile (bandiera) | D     | Tamires              |
| 71 | Brasile (bandiera) | D     | Yasmim               |
| 99 | Brasile (bandiera) | D     | Érika                |